# Église Saint-Symphorien de Neuvy-Sautour
L'église Saint-Symphorien de Neuvy-Sautour est une église située à Neuvy-Sautour, en France.

## Localisation
L'église est située dans le département français de l'Yonne, sur la commune de Neuvy-Sautour.

## Description

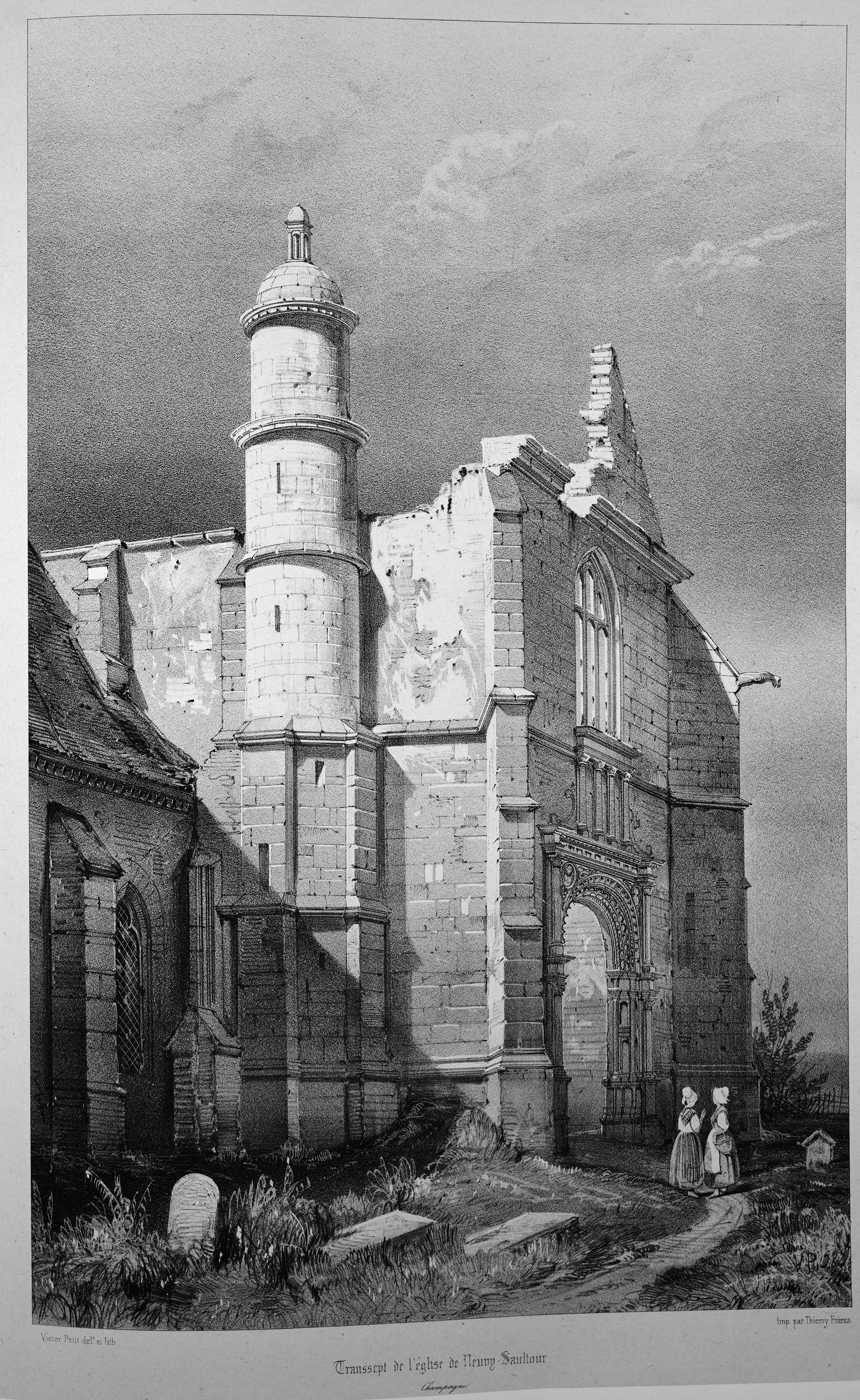
Au XIXe siècle.
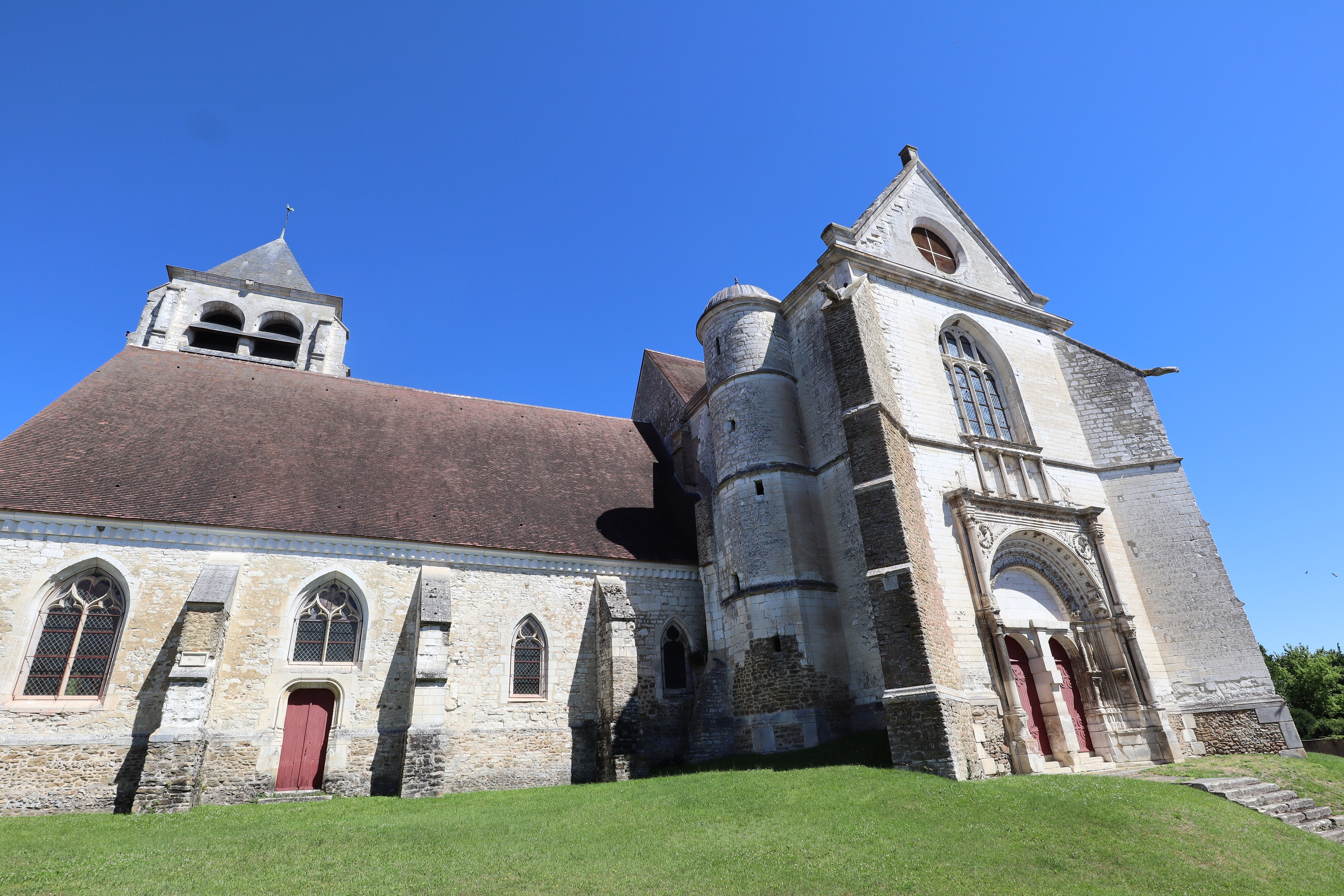
Portail.
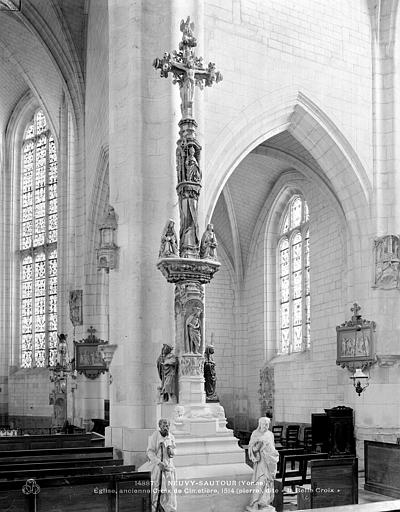
La belle croix[2],
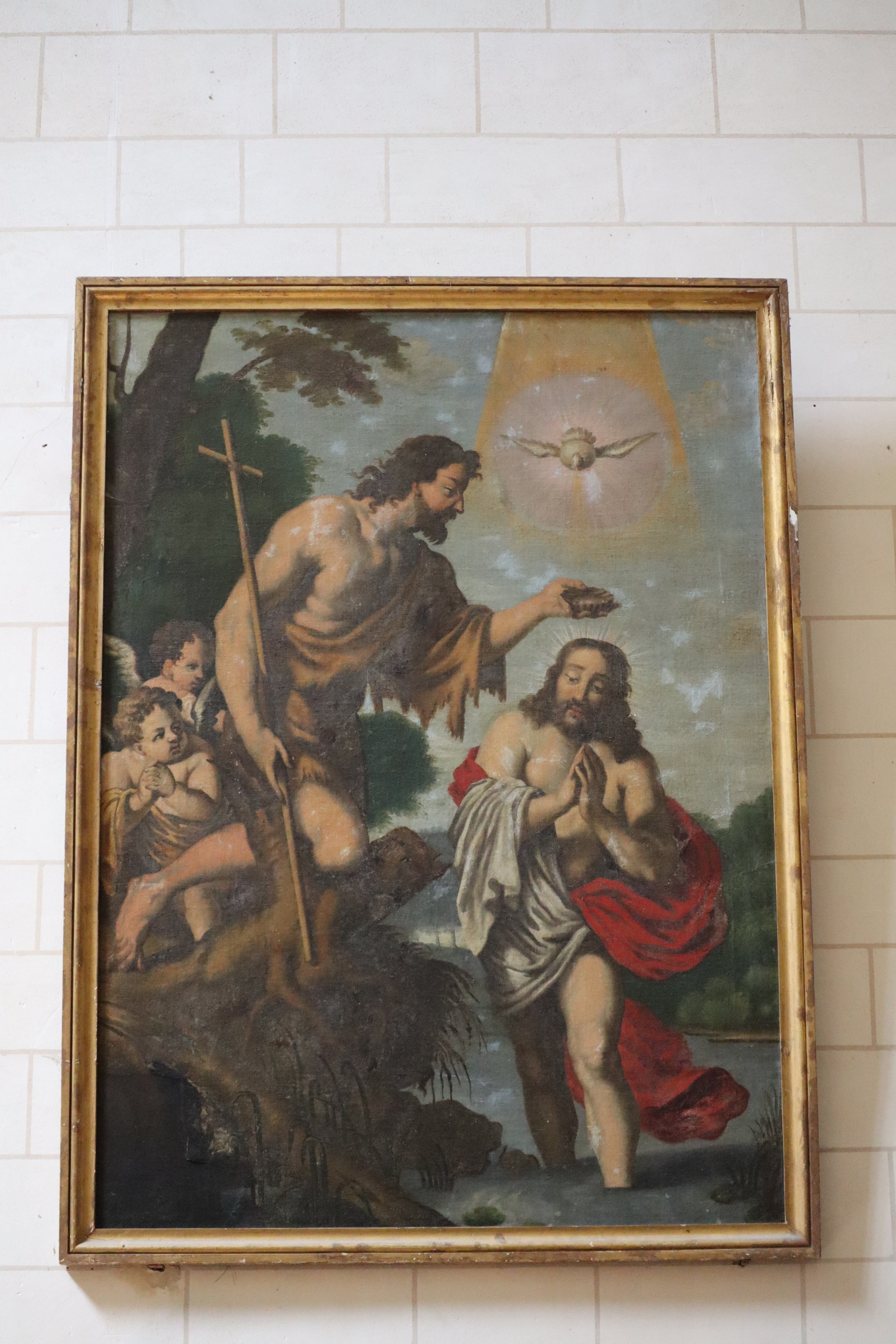
Baptême de Jésus, classé[3],
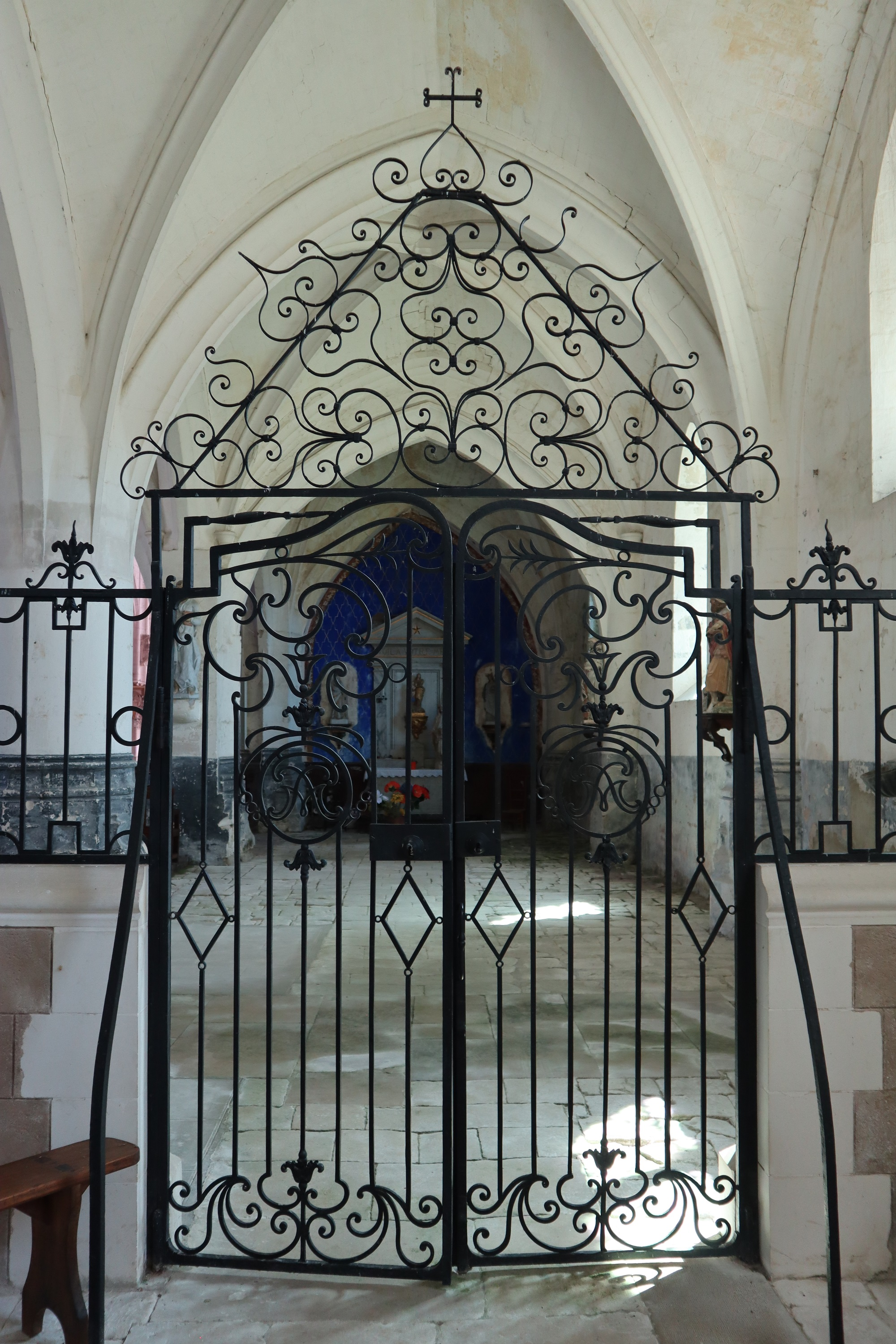
grille de chapelle classée[4],
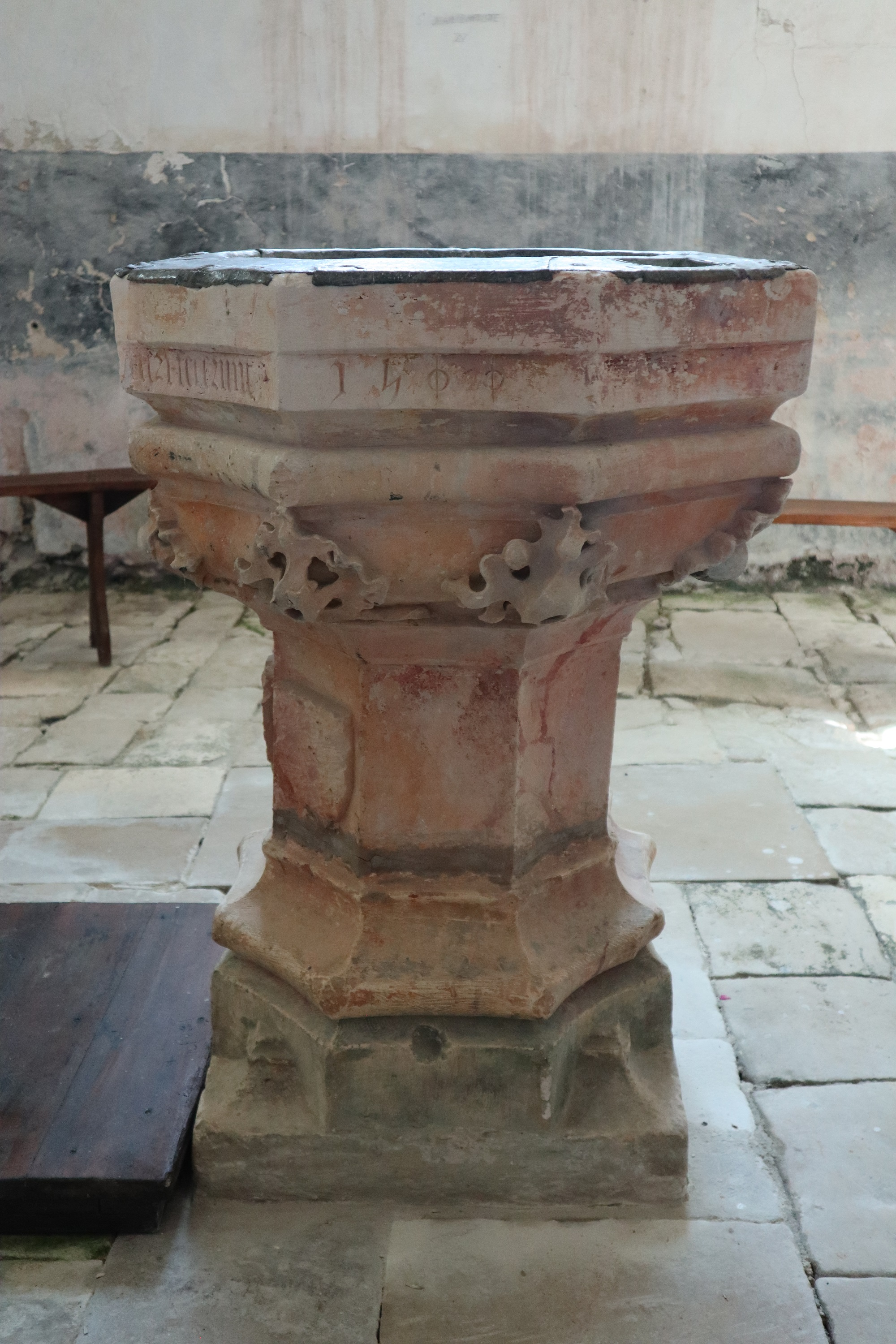
Fonts baptismaux classés[5],

## Historique
L'édifice est classé au titre des monuments historiques en 1911.